# Магнітний шляховий кут
Магнітний шляховий кут (англ. magnetic track)— кут, укладений між напрямом лінії шляху та магнітним меридіаном місця вимірювання з урахуванням магнітного відхилення, відраховується за годинниковою стрілкою.
Приймачі GPS, як правило, показують шляховий кут. (Щоб уникнути плутанини потрібно перевіряти налаштування для кожної конкретної моделі приймача).

## Магнітний курс
Магнітний курс (англ. magnetic heading)— кут, укладений між північним напрямком магнітного меридіана в місці вимірювання і напрямом проєкції поздовжньої осі об'єкта на горизонтальну площину, відраховується за годинниковою стрілкою від напряму на магнітну лінію.
Безпосередньо вимірюється за допомогою магнітного компаса (без введення поправок на магнітне відмінювання). Через варіації магнітного відхилення непостійний в часі.
Через простоту вимірювання широко застосовується в орієнтуванні на місцевості. При подальшій обробці результатів вимірювань і прив'язці до карти коригується з урахуванням поточного значення магнітного схилення для даної місцевості.

## Позначення
Вказується в кутових градусах в діапазоні 0 … 360 °, іноді -180 … 180 °. 0 ° завжди застосовується для вказівки напряму на північ (в даному випадку магнітна північ). Часто позначається буквами або словами (див. Румб).